# Geoffroy de Charny

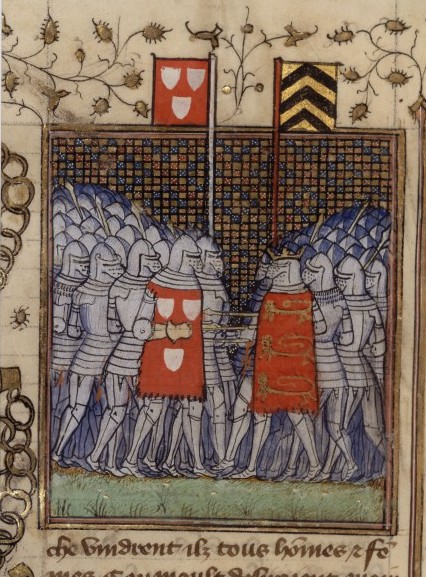
Geoffroi de Charny trifft auf Eduard III. während der Kämpfe um Calais, 1349. Illumination in einem Manuskript der Chroniken von Froissart, erste Hälfte des 15. Jahrhunderts. (the BnF, france. 2662, fol. 172v)

Geoffroy de Charny (auch Geoffroi de Charny; * um 1300; † 19. September 1356 in der Schlacht von Maupertuis) war ein französischer Ritter, Herr von Lirey, Montfort und Savoisy und neben anderen Werken Autor des Ritterspiegels Le livre de Chevalerie. Er und seine zweite Frau Jeanne de Vergy waren die ersten nachweisbaren Eigentümer des Turiner Grabtuchs.

## Leben

### Frühe Jahre
Er stammte aus einer nicht sehr begüterten Familie und besaß bis zu seinem Tod kein bedeutendes Lehen. Lirey bei Troyes in der Champagne hatte er spätestens 1319 von seinem Vater Jean de Charny et Mont-St.-Jean geerbt, das seine Mutter Margarete de Joinville als Mitgift in die Ehe einbrachte. Sein Großvater Jean de Joinville war Vertrauter und Biograph des heiligen Königs Ludwig IX. Der 1314 auf dem Scheiterhaufen verbrannte, namensähnliche Tempelritter Geoffroy de Charnay war nach den genealogischen Forschungen von Noel Currer-Briggs sein Onkel. In erster Ehe war er mit Jeanne de Toucy, Herrin von Pierre-Perthuis, verheiratet, nach deren Tod in zweiter Ehe mit Jeanne de Vergy. Um 1320 wurde Charny zum Ritter geschlagen.
Seither war sein Leben vom Einsatz im Hundertjährigen Krieg zwischen England und Frankreich geprägt. Im Jahr 1337 diente er König Philippe VI. und kämpfte in der Gascogne gegen die englischen Truppen. Noch im selben Jahr wurde er gefangen genommen, nach der Zahlung eines Lösegeldes wieder freigelassen.
Nach dem Waffenstillstand von 1342 hat er sich 1345 an dem Kreuzzugsunternehmen des Dauphin Humbert II. von Vienne beteiligt. Als der Krieg mit den Engländern wieder aufflammte, nahm Charny ab 1346 wieder an den Kämpfen teil, war aber persönlich nicht bei der Niederlage der Franzosen in der Schlacht von Crécy anwesend. Stattdessen war er an der Verteidigung von Béthune beteiligt.

### Aufstieg im königlichen Dienst

Wappen der Familie Charny

In den folgenden Jahren nahm sein Ansehen in Frankreich zu. So übertrug ihm der König die letztlich ergebnislosen Verhandlungen mit den Engländern. Ihm wurde 1347 die Oriflamme anvertraut. Diese Schlachtstandarte des französischen Königs trug er dem Heer zum Entsatz von Calais voran. Das Unternehmen misslang, und die Stadt fiel den Engländern in die Hände. Dies wurde nicht Geoffrey de Charny angelastet, vielmehr wurde er im Januar 1348 von König Philipp VI. in den Kronrat aufgenommen und erhielt als Geschenk des Königs ein Haus in Paris. Im Jahr 1349 geriet er erneut in englische Gefangenschaft und wurde nach England gebracht. König Johann II. zahlte 1351 für ihn ein Lösegeld von 12.000 Goldécus und holte ihn nach Frankreich zurück.

### Le livre de Chevalerie
König Johann sah in Charny eine geeignete Persönlichkeit, um ihn bei der Gründung des Sternenordens zu unterstützen, in den er am 6. Januar 1352 aufgenommen wurde. Für diesen neuen Ritterorden hat Charny die Statuten ausgearbeitet. Dieser Ritterorden sollte nicht zuletzt zur Erneuerung des französischen Rittertums nach den Niederlagen der vergangenen Jahre dienen. Allerdings war seine Existenzdauer gering. Bereits 1356 hörte er faktisch auf zu bestehen, ehe er 1364 offiziell aufgelöst wurde.
Bereits zuvor hat Charny seine Interpretation des Ritterideals schriftlich festgehalten. Das Buch entstand wahrscheinlich in der Zeit der Gefangenschaft 1350 und 1351. Es ist auf Französisch verfasst. Es sind nur zwei Exemplare erhalten. Das Buch sollte der praktischen Unterweisung der Ritter dienen. Neben dem Verhalten im Krieg enthielt es auch Hinweise zum höfischen Leben. Darüber hinaus sollte es auch die Ideale des Rittertums propagieren.
In seinem Buch Livre de chevalerie schrieb er zum idealtypischen Ziel eines Ritters: „Was kann ein Ritter mehr verlangen, als was Judas Makkabäus, der Gottesstreiter, erreichte: Ruhm in dieser Welt und Erlösung im Jenseits.“ Beeinflusst wurde sein Werk durch vergleichbare Schriften. Aber auch die Artussage spielte eine Rolle. Daneben hat Charny zwei weitere Schriften verfasst.

### Späte Jahre und Tod
Nach der Gründung des Sternenordens 1352 hat Charny erneut diplomatische Aufgaben übernommen. Für die Einnahme des Vermandois erhielt er 1355 das Lehen von Montfort und Savoisy. Am 25. Juni 1355 ernannte ihn König Johann der Gute erneut zum Träger der Oriflamme und schenkte ihm als Beweis für die Zufriedenheit seiner Dienste ein Herrenhaus in Paris und einen Landsitz in Ville-l‘Évêque vor den Mauern der Hauptstadt. Mit der Oriflamme in der Hand fiel Geoffroy de Charny am 19. September 1356 beim letzten Angriff in der Schlacht von Maupertuis gegen die Engländer. Laut dem Chronisten Jean Froissart soll ihn der englische Ritter Reginald, Lord Cobham, erschlagen haben. Er wurde in einem nahe gelegenen Kloster der Franziskaner beigesetzt.

## Turiner Grabtuch

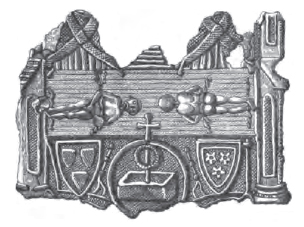
Pilgermedaillon mit dem Turiner Grabtuch und den Wappen von Geoffroy de Charny und Jeanne de Vergy

Die Eigentümer des heute als Turiner Grabtuch bezeichneten Leinens lassen sich lückenlos bis zu Geoffroy de Charny und seiner Frau Jeanne de Vergy nachweisen. Auf welche Art und Weise sie in den Besitz des Tuches kamen, ist bislang nicht bekannt.
Am 16. April 1349 schrieb Geoffrey de Charny an Papst Clemens VI. und setzte ihn von seiner Absicht in Kenntnis, in Lirey, dem kleinen Dörfchen seines Lehens (1975: 59 Einwohner), eine Kirche mit fünf Kanonikern zu stiften, was ihm vom Papst gewährt wurde. Seine Gefangennahme durch die Engländer im selben Jahr verzögerte jedoch die Gründung des Stiftes bis zum 1. Juli 1353, für das er von König Johann dem Guten eine jährliche Rente erhielt. Die kleine, aus Holz errichtete, Stiftskirche Ste. Marie wurde schließlich 1356, nur wenige Monate vor dem Tode Charnys, geweiht, nachdem bereits am 3. August 1354 Papst Innozenz VI. Pilgern Ablass gewährte, die die Kirche von Lirey besuchen. Das Grabtuch wurde erstmals um 1355/1357 in diesem Kirchlein öffentlich ausgestellt. Das genaue Datum ist nicht bekannt, ebenso wenig, ob dies noch kurz vor oder bereits nach dem Tode Geoffroy de Charnys erfolgte. Erhalten geblieben ist jedoch ein kleines Pilgermedaillon, das 1855 in Paris im Schlamm der Seine gefunden wurde, auf dem das Tuch und die Wappen von Geoffroy de Charny und seiner zweiten Frau Jeanne de Vergy abgebildet sind. Der Bischof von Troyes, Henri de Poitiers (aus dem Haus Poitiers-Valentinois), erwähnte in einem Schreiben vom 28. Mai 1356 „die fromme Hingebung des besagten Ritters [Geoffroy], mit der er das Tuch bis zum heutigen Tag verehrte und jeden Tag mehr verehrt“ und am 5. Juni 1357 gewährten zwölf Bischöfe des Heiligen Stuhls in Avignon all jenen Ablass, die die Kirche zu Lirey und deren Reliquien aufsuchen und für die Seelen des Ritters Geoffroy und seiner ersten Frau Jeanne de Toucy beten.